# You're Beautiful
You're Beautiful is een nummer van de Britse muzikant James Blunt en afkomstig van het debuutalbum Back to Bedlam uit 2004. Op 30 mei 2005 werd het nummer wereldwijd op single uitgebracht.

## Achtergrond
De single werd een wereldwijde hit en in verschillende landen kwam de single op de nummer 1-positie te staan; in Blunts' thuisland het Verenigd Koninkrijk, Ierland, Canada, de VS, Ecuador, Hongarije, Zweden, Tsjechië, Italië en in de Eurochart Hot 100. In Australië en Duitsland werd de 2e positie behaald, Argentinië de 3e, Nieuw-Zeeland en Chili de 4e, CIS de 19e en in Spanje de 43e positie.
In Nederland was de single in week 32 van 2005 de 636e Megahit op 3FM en werd een gigantische hit. De single bereikte de nummer 1-positie in zowel de publieke hitlijst op 3FM; de Mega Top 50 als de Nederlandse Top 40 op Radio 538 en de Single Top 100.
In België bereikte de single eveneens de nummer 1-positie in zowel de Vlaamse Ultratop 50, de Vlaamse Radio 2 Top 30 als de Waalse Ultratop 50.
Sinds de editie van december 2005 t/m de editie van december 2021 stond de single genoteerd in de jaarlijkse NPO Radio 2 Top 2000 van de Nederlandse publieke radiozender NPO Radio 2, met als hoogste notering een 135e positie in 2005.

## Nummer informatie
Oorspronkelijk zou de single alleen worden uitgebracht in Blunts' thuisland het Verenigd Koninkrijk, vanwege het tegenvallen van de eerste single; High. Alleen vanwege het succes in het Verenigd Koninkrijk, werd de single ook in Europa, en later in de rest van de wereld uitgebracht. In Nederland en België gebeurde dat in mei 2005.
Het nummer gaat over Blunt en zijn toenmalige vriendin. Die speelde ook een achtergrondrol in de Harry Potter- films. Hij zag haar met iemand anders en toen realiseerde hij zich dat hij nooit samen met haar zou zijn. Op 30 mei 2005 werd de videoclip opgenomen. Die werd geregisseerd door Sam Brown. Op de achterkant van You're beautiful stonden onder andere remixen van het nummer Fall At Your Feet (oorspronkelijk van Crowded House) en So Long, Jimmy.

## Hitnoteringen

### Nederlandse Top 40
| "You're Beautiful" in de Nederlandse Top 40 - binnen: 6 augustus 2005 | "You're Beautiful" in de Nederlandse Top 40 - binnen: 6 augustus 2005 | "You're Beautiful" in de Nederlandse Top 40 - binnen: 6 augustus 2005 | "You're Beautiful" in de Nederlandse Top 40 - binnen: 6 augustus 2005 | "You're Beautiful" in de Nederlandse Top 40 - binnen: 6 augustus 2005 | "You're Beautiful" in de Nederlandse Top 40 - binnen: 6 augustus 2005 | "You're Beautiful" in de Nederlandse Top 40 - binnen: 6 augustus 2005 | "You're Beautiful" in de Nederlandse Top 40 - binnen: 6 augustus 2005 | "You're Beautiful" in de Nederlandse Top 40 - binnen: 6 augustus 2005 | "You're Beautiful" in de Nederlandse Top 40 - binnen: 6 augustus 2005 | "You're Beautiful" in de Nederlandse Top 40 - binnen: 6 augustus 2005 | "You're Beautiful" in de Nederlandse Top 40 - binnen: 6 augustus 2005 | "You're Beautiful" in de Nederlandse Top 40 - binnen: 6 augustus 2005 | "You're Beautiful" in de Nederlandse Top 40 - binnen: 6 augustus 2005 | "You're Beautiful" in de Nederlandse Top 40 - binnen: 6 augustus 2005 | "You're Beautiful" in de Nederlandse Top 40 - binnen: 6 augustus 2005 | "You're Beautiful" in de Nederlandse Top 40 - binnen: 6 augustus 2005 | "You're Beautiful" in de Nederlandse Top 40 - binnen: 6 augustus 2005 | "You're Beautiful" in de Nederlandse Top 40 - binnen: 6 augustus 2005 | "You're Beautiful" in de Nederlandse Top 40 - binnen: 6 augustus 2005 | "You're Beautiful" in de Nederlandse Top 40 - binnen: 6 augustus 2005 | "You're Beautiful" in de Nederlandse Top 40 - binnen: 6 augustus 2005 | "You're Beautiful" in de Nederlandse Top 40 - binnen: 6 augustus 2005 | "You're Beautiful" in de Nederlandse Top 40 - binnen: 6 augustus 2005 | "You're Beautiful" in de Nederlandse Top 40 - binnen: 6 augustus 2005 | "You're Beautiful" in de Nederlandse Top 40 - binnen: 6 augustus 2005 | "You're Beautiful" in de Nederlandse Top 40 - binnen: 6 augustus 2005 | "You're Beautiful" in de Nederlandse Top 40 - binnen: 6 augustus 2005 | "You're Beautiful" in de Nederlandse Top 40 - binnen: 6 augustus 2005 |
| Week                                                                  | 1                                                                     | 2                                                                     | 3                                                                     | 4                                                                     | 5                                                                     | 6                                                                     | 7                                                                     | 8                                                                     | 9                                                                     | 10                                                                    | 11                                                                    | 12                                                                    | 13                                                                    | 14                                                                    | 15                                                                    | 16                                                                    | 17                                                                    | 18                                                                    | 19                                                                    | 20                                                                    | 21                                                                    | 22                                                                    | 23                                                                    | 24                                                                    | 25                                                                    | 26                                                                    | 27                                                                    |                                                                       |
| --------------------------------------------------------------------- | --------------------------------------------------------------------- | --------------------------------------------------------------------- | --------------------------------------------------------------------- | --------------------------------------------------------------------- | --------------------------------------------------------------------- | --------------------------------------------------------------------- | --------------------------------------------------------------------- | --------------------------------------------------------------------- | --------------------------------------------------------------------- | --------------------------------------------------------------------- | --------------------------------------------------------------------- | --------------------------------------------------------------------- | --------------------------------------------------------------------- | --------------------------------------------------------------------- | --------------------------------------------------------------------- | --------------------------------------------------------------------- | --------------------------------------------------------------------- | --------------------------------------------------------------------- | --------------------------------------------------------------------- | --------------------------------------------------------------------- | --------------------------------------------------------------------- | --------------------------------------------------------------------- | --------------------------------------------------------------------- | --------------------------------------------------------------------- | --------------------------------------------------------------------- | --------------------------------------------------------------------- | --------------------------------------------------------------------- | --------------------------------------------------------------------- |
| Nummer                                                                | 25                                                                    | 16                                                                    | 6                                                                     | 3                                                                     | 2                                                                     | 1                                                                     | 1                                                                     | 1                                                                     | 1                                                                     | 2                                                                     | 2                                                                     | 2                                                                     | 2                                                                     | 2                                                                     | 5                                                                     | 6                                                                     | 7                                                                     | 7                                                                     | 7                                                                     | 11                                                                    | 11                                                                    | 14                                                                    | 14                                                                    | 24                                                                    | 26                                                                    | 27                                                                    | 31                                                                    | uit                                                                   |

### Single Top 100 / Mega Top 50
| "You're Beautiful" in de Single Top 100 en de Mega Top 50 - binnen: 16 juli 2005 | "You're Beautiful" in de Single Top 100 en de Mega Top 50 - binnen: 16 juli 2005 | "You're Beautiful" in de Single Top 100 en de Mega Top 50 - binnen: 16 juli 2005 | "You're Beautiful" in de Single Top 100 en de Mega Top 50 - binnen: 16 juli 2005 | "You're Beautiful" in de Single Top 100 en de Mega Top 50 - binnen: 16 juli 2005 | "You're Beautiful" in de Single Top 100 en de Mega Top 50 - binnen: 16 juli 2005 | "You're Beautiful" in de Single Top 100 en de Mega Top 50 - binnen: 16 juli 2005 | "You're Beautiful" in de Single Top 100 en de Mega Top 50 - binnen: 16 juli 2005 | "You're Beautiful" in de Single Top 100 en de Mega Top 50 - binnen: 16 juli 2005 | "You're Beautiful" in de Single Top 100 en de Mega Top 50 - binnen: 16 juli 2005 | "You're Beautiful" in de Single Top 100 en de Mega Top 50 - binnen: 16 juli 2005 | "You're Beautiful" in de Single Top 100 en de Mega Top 50 - binnen: 16 juli 2005 | "You're Beautiful" in de Single Top 100 en de Mega Top 50 - binnen: 16 juli 2005 | "You're Beautiful" in de Single Top 100 en de Mega Top 50 - binnen: 16 juli 2005 | "You're Beautiful" in de Single Top 100 en de Mega Top 50 - binnen: 16 juli 2005 | "You're Beautiful" in de Single Top 100 en de Mega Top 50 - binnen: 16 juli 2005 | "You're Beautiful" in de Single Top 100 en de Mega Top 50 - binnen: 16 juli 2005 | "You're Beautiful" in de Single Top 100 en de Mega Top 50 - binnen: 16 juli 2005 | "You're Beautiful" in de Single Top 100 en de Mega Top 50 - binnen: 16 juli 2005 | "You're Beautiful" in de Single Top 100 en de Mega Top 50 - binnen: 16 juli 2005 | "You're Beautiful" in de Single Top 100 en de Mega Top 50 - binnen: 16 juli 2005 | "You're Beautiful" in de Single Top 100 en de Mega Top 50 - binnen: 16 juli 2005 | "You're Beautiful" in de Single Top 100 en de Mega Top 50 - binnen: 16 juli 2005 | "You're Beautiful" in de Single Top 100 en de Mega Top 50 - binnen: 16 juli 2005 | "You're Beautiful" in de Single Top 100 en de Mega Top 50 - binnen: 16 juli 2005 | "You're Beautiful" in de Single Top 100 en de Mega Top 50 - binnen: 16 juli 2005 | "You're Beautiful" in de Single Top 100 en de Mega Top 50 - binnen: 16 juli 2005 | "You're Beautiful" in de Single Top 100 en de Mega Top 50 - binnen: 16 juli 2005 | "You're Beautiful" in de Single Top 100 en de Mega Top 50 - binnen: 16 juli 2005 | "You're Beautiful" in de Single Top 100 en de Mega Top 50 - binnen: 16 juli 2005 | "You're Beautiful" in de Single Top 100 en de Mega Top 50 - binnen: 16 juli 2005 | "You're Beautiful" in de Single Top 100 en de Mega Top 50 - binnen: 16 juli 2005 | "You're Beautiful" in de Single Top 100 en de Mega Top 50 - binnen: 16 juli 2005 | "You're Beautiful" in de Single Top 100 en de Mega Top 50 - binnen: 16 juli 2005 | "You're Beautiful" in de Single Top 100 en de Mega Top 50 - binnen: 16 juli 2005 | "You're Beautiful" in de Single Top 100 en de Mega Top 50 - binnen: 16 juli 2005 | "You're Beautiful" in de Single Top 100 en de Mega Top 50 - binnen: 16 juli 2005 |
| Week                                                                             | 1                                                                                | 2                                                                                | 3                                                                                | 4                                                                                | 5                                                                                | 6                                                                                | 7                                                                                | 8                                                                                | 9                                                                                | 10                                                                               | 11                                                                               | 12                                                                               | 13                                                                               | 14                                                                               | 15                                                                               | 16                                                                               | 17                                                                               | 18                                                                               | 19                                                                               | 20                                                                               | 21                                                                               | 22                                                                               | 23                                                                               | 24                                                                               | 25                                                                               | 26                                                                               | 27                                                                               | 28                                                                               | 29                                                                               | 30                                                                               | 31                                                                               | 32                                                                               | 33                                                                               | 34                                                                               | 35                                                                               |                                                                                  |
| -------------------------------------------------------------------------------- | -------------------------------------------------------------------------------- | -------------------------------------------------------------------------------- | -------------------------------------------------------------------------------- | -------------------------------------------------------------------------------- | -------------------------------------------------------------------------------- | -------------------------------------------------------------------------------- | -------------------------------------------------------------------------------- | -------------------------------------------------------------------------------- | -------------------------------------------------------------------------------- | -------------------------------------------------------------------------------- | -------------------------------------------------------------------------------- | -------------------------------------------------------------------------------- | -------------------------------------------------------------------------------- | -------------------------------------------------------------------------------- | -------------------------------------------------------------------------------- | -------------------------------------------------------------------------------- | -------------------------------------------------------------------------------- | -------------------------------------------------------------------------------- | -------------------------------------------------------------------------------- | -------------------------------------------------------------------------------- | -------------------------------------------------------------------------------- | -------------------------------------------------------------------------------- | -------------------------------------------------------------------------------- | -------------------------------------------------------------------------------- | -------------------------------------------------------------------------------- | -------------------------------------------------------------------------------- | -------------------------------------------------------------------------------- | -------------------------------------------------------------------------------- | -------------------------------------------------------------------------------- | -------------------------------------------------------------------------------- | -------------------------------------------------------------------------------- | -------------------------------------------------------------------------------- | -------------------------------------------------------------------------------- | -------------------------------------------------------------------------------- | -------------------------------------------------------------------------------- | -------------------------------------------------------------------------------- |
| Nummer                                                                           | 76                                                                               | 39                                                                               | 36                                                                               | 29                                                                               | 14                                                                               | 10                                                                               | 3                                                                                | 3                                                                                | 1                                                                                | 1                                                                                | 1                                                                                | 1                                                                                | 2                                                                                | 2                                                                                | 3                                                                                | 3                                                                                | 3                                                                                | 5                                                                                | 5                                                                                | 10                                                                               | 9                                                                                | 7                                                                                | 12                                                                               | 11                                                                               | 12                                                                               | 13                                                                               | 28                                                                               | 36                                                                               | 50                                                                               | 54                                                                               | 72                                                                               | 66                                                                               | 92                                                                               | 86                                                                               | 87                                                                               | uit                                                                              |

### NPO Radio 2 Top 2000
| Nummer met noteringen in de NPO Radio 2 Top 2000 | '05 | '06 | '07 | '08 | '09 | '10 | '11 | '12 | '13 | '14  | '15 | '16  | '17  | '18  | '19  | '20  | '21  | '22-'23 | '24  |
| ------------------------------------------------ | --- | --- | --- | --- | --- | --- | --- | --- | --- | ---- | --- | ---- | ---- | ---- | ---- | ---- | ---- | ------- | ---- |
| You're Beautiful                                 | 135 | 264 | 375 | 428 | 667 | 494 | 616 | 619 | 798 | 1021 | 996 | 1220 | 1320 | 1748 | 1684 | 1635 | 1601 | -       | 1932 |

1. ↑  Een '-' betekent dat het nummer niet was genoteerd en een vetgedrukt getal geeft de hoogste notering aan.
2. ↑  2005 was het eerste jaar met een notering voor dit nummer.